# Gold Rush!
Gold Rush! (más tarde retitulado como California: Gold Rush!) es un videojuego de aventura gráfica diseñado por Doug y Ken MacNeill y lanzado originalmente por Sierra On-Line en 1988.
Gold Rush! es uno de los últimos juegos que Sierra hizo con la interfaz AGI y es uno de los más complicados. Los derechos del juego actualmente pertenecen a The Software Farm a través de sus desarrolladores originales, los MacNeills.

## Jugabilidad
El juego se desarrolla en 1848, justo antes de la fiebre del oro de California. El jugador interpreta a Jerrod Wilson, un periodista de Brooklyn que pronto recibe la noticia de que debe ir a Sacramento para encontrarse con su hermano perdido. Después de unos minutos de juego, llega la noticia de que se ha encontrado oro en California, y se vuelve mucho más difícil para Jerrod arreglar sus asuntos en Brooklyn y encontrar un camino a Sacramento.
Hay múltiples caminos que Jerrod puede tomar para llegar a su hermano. Puede viajar en una diligencia, que es la ruta más barata y la única que siempre está disponible para Jerrod, sin importar cuánto tiempo pase en Brooklyn. Este camino pone a Jerrod en contacto con nativos americanos, bueyes rebeldes, desiertos resecos y la probabilidad de una tormenta de invierno en Sierra Nevada. También puede viajar en barco a Panamá, cruzar pantanos y selvas traicioneras a pie, y luego tomar otro barco a Sacramento. Esta ruta es más cara que las otras y también requiere que Jerrod se prepare cuidadosamente para muchos peligros del clima tropical de Panamá, desde malaria hasta hormigas de la jungla y cocodrilos. La tercera ruta, y la que más tiempo requiere, es viajar en barco alrededor del Cabo de Hornos. Esta elección tiene sus propios peligros, desde tormentas hasta escorbuto. En cada ruta, Jerrod puede morir de forma aleatoria por una enfermedad para la que aún no existe cura, como el cólera, por lo que es prudente que los jugadores guarden su juego siempre que sea posible y en múltiples partidas. Una vez que Jerrod llega a Sacramento, las tres rutas convergen y todos los acertijos son iguales. En California, Jerrod debe intentar buscar oro, evitar a los bandidos y localizar a su misterioso hermano.

## Protección de copia
Gold Rush! utiliza palabras del libro California Gold: Story of the Rush to Riches de Lou y Phyllis Zauner que venía con el juego como una forma de protección de copia. Si el jugador no ingresa la palabra correcta en un momento determinado durante el juego, su personaje es arrestado inmediatamente por evadir un reclamo de tierras y es colgado en la horca, que es el mismo castigo habitual en el juego por ser atrapado en la habitación de alguien en un hotel o robar.

## Recepción
En 1989, la revista Dragon le dio al juego 4 estrellas y media de 5. Computer Gaming World le dio al juego una crítica positiva, señalando que mezcla simulación histórica con la jugabilidad de aventura tradicional de Sierra. Compute! llamó a Gold Rush «entretenido, algo educativo y una escapada increíble para aquellos que quieran jugar juegos de aventuras por primera vez», pero advirtió que su simplicidad podría decepcionar a los jugadores veteranos y que los gráficos eran inferiores a los de algunas otras aventuras de Sierra.
En 2011, Adventure Gamers nombró a Gold Rush! el 96.º mejor juego de aventuras jamás lanzado.

## Reseñas
- The Games Machine (julio de 1989)[6]
- ASM (Aktueller Software Markt) (marzo de 1989)[7]
- ASM (Aktueller Software Markt) (mayo de 1989)[8]
- Power Play (mazo de 1989)[9]
- Zzap! (julio de 1989)[10]
- Commodore User (julio de 1989)[11]
- Amiga Computing (septiembre de 1989)[12]
- Amiga Format (octubre de 1989)[13]
- Australian Commodore and Amiga Review (octubre de 1989)[14]

## Legado

### Edición de coleccionista
The Software Farm lanzó una edición de coleccionista de California: Gold Rush! en una caja de madera en el año 2000. También lanzaron un paquete económico con solo el juego en un sobre.

### Remake
El desarrollador de juegos alemán Sunlight Games obtuvo los derechos y relanzó la versión original en julio de 2014. Un remake con el nombre Gold Rush! Anniversary fue lanzado en noviembre del mismo año para Microsoft Windows, OS X y Linux. Los puertos para iOS y Android fueron lanzados en marzo de 2015. Todos los gráficos están pre-renderizados, pero todas las animaciones y personajes se muestran en 3D en tiempo real. Los gráficos del juego están en alta definición y la música fue rehecha. Todo el texto del juego original fue optimizado con voces nuevas. El juego se puede controlar como un point and click o con un intérprete de texto (solo en Windows, Linux y Mac) similar a los juegos viejos de Sierra que usan la interfaz AGI. Gold Rush! 2 se lanzó en abril de 2017 como una secuela de Gold Rush! Anniversary.
Sunlight Games también lanzó una Edición Especial limitada a 350 copias. La Edición Especial viene en una caja con una banderola, y el contenido de la caja es similar a las antiguas cajas de Sierra: una copia del juego en un DVD sin DRM, un póster, una tarjeta con el número de serie, un folleto impreso de cómo se hizo, un folleto impreso con dibujos conceptuales y una moneda de color dorado. Gold Rush! The Special Edition solo se puede pedir en la tienda en línea de Sunlight Games.
Adventure Gamers le dio al remake 1 estrella y media de 5. Just Adventure le dio al juego una calificación de B−. 3rd-strike le dio al juego un 7.0.